# Protanystropheus
Protanystropheus es un género extinto de arcosauromorfo tanistrófido que vivió durante el período Triásico en lo que ahora son las zonas centrales y occidentales de Europa, en Polonia, Alemania, Austria y los Países Bajos. Fue nombrado por Sennikov en 2011 y la especie tipo es Protanystropheus antiquus.
P. antiquus fue anteriormente clasificado como Tanystropheus antiquus, siendo originalmente descrito en 1908 por el paleontólogo alemán Friedrich von Huene.